# 意大利戰爭 (1551年—1559年)
1551年–1559年的意大利戰爭是最后一场意大利战争，由西班牙哈布斯堡王朝和其盟友对法兰西王国，主要战场为佛兰德斯、法国、意大利和地中海地区，最终西班牙在圣康坦战役中击败法兰西王国，双方签订《卡托-康布雷西和约》，西班牙取得了对意大利的控制权。而法兰西王国雖然在義大利地區受挫，但卻成功贏得了對英格蘭的戰爭，收復了戰略要地加萊。